# Crafty
Crafty — шахматная программа, написанная профессором Университета Алабамы в Бирмингеме Робертом Хайатом как дальнейшее развитие и усовершенствование предыдущей его шахматной программы Cray Blitz.
Crafty имеет ряд побед (второе место в 2010 Fifth Annual ACCA Americas' Computer Chess Championships, второе место в 2010 World Computer Rapid Chess Championships (соревнование по быстрым шахматам). В World Computer Chess Championships 2004 Crafty заняла 4-е место. На ноябрь 2007 Шведская шахматная компьютерная ассоциация присудила Crafty оценочный рейтинг Эло 2608.
Программа написана на ANSI C, она легко портируется на разные платформы. Исходные коды свободно доступны, хотя лицензия позволяет использование только для личных целей.